# زنان در سینمای ایران
زنان در سینمای ایران به نقش زنان در سینمای ایران می‌پردازد. زنان ایرانی نقش مهمی در به رسمیت شناختن جهانی هنر ایران و به ویژه سینمای ایران داشته‌اند. از زمان ظهور موج جدید سینمای ایران زنان ایران تعداد بی شماری از فارغ التحصیلان مدرسه فیلم را تولید کرده است.

## دوره
پس از انقلاب ۵۷ تغییراتی محسوس و اساسی در نحوه نگرش نسبت به زنان و بازنمایی آنها در سینمای ایران به وجود آمده است. چنین تغییراتی را به وضوح می‌توان از مشاهده نقش و جایگاه زنان در فیلم‌های سینمایی پیش و پس از انقلاب یافت. در دو دهه گذشته درصد کارگردانان سینمای ایران که زن هستند از درصد زنان کارگردان فیلم در اکثر کشورهای غربی فراتر رفته است. حذف بازیگران سینمای قبل از انقلاب ایران، با همراهی نسبی جریان معترض و روشنفکری اوایل انقلاب انجام شد. به‌ویژه روزنامه‌نگاران ادبیات سینمایی بعد از انقلاب و نشریاتی چون ماهنامه سینمایی فیلم، در این حذف‌ها با مدیران فرهنگی همراه بودند. نوع نگاه حقیرانه به آنچه فیلم فارسی خوانده می‌شد و همچنان نیز در میان گروهی از نویسندگان سینمای ایران جاری است، در همراهی با این حذف و محرومیت نقش داشت. این موضوع به‌ویژه با مشاهده محصولات جریان اصلی سینمای ایران که بخش عمده‌ای از آن‌ها تقلید و بازسازی فیلم‌های قبلی و استفاده از تمهیدات سطحی چون تقلید خوانندگان قدیمی و رقص مردان و شوخی‌های کلامی جنسی است، بیش از پیش پرسش‌های جدی را دربارهٔ دلایل واقعی حذف بازیگران قدیمی و آنچه به نام سینمای سطحی پیش از انقلاب خوانده می‌شد، طرح می‌کند.
در دوره ده ساله پیش از انقلاب، حضور زنان در عرصه سینما به غیر از جایگاه موسیقی و تا حدودی جایگاه بازیگری در سایر جایگاه‌ها از دوره‌های مختلف بعد از انقلاب کمتر بوده است. در دوره «دفاع مقدس» علی‌رغم کاهش تعداد فیلم‌های تولیدشده، زنان در برخی جایگاه‌های مهم مانند کارگردانی و تولید فیلم حضوری پررنگ داشتند، اما در دو بخش موسیقی و بازیگری، میزان مشارکت آن‌ها کاهش چشمگیری داشته است. ویژگی شاخص دوره «سازندگی» افزایش مشارکت زنان در اغلب جایگاه‌ها در مقایسه با قبل است. در دوره «اصلاحات» با وجود کاهش تعداد فیلم‌های تولیدشده، حضور زنان در تمام جایگاه‌ها به جز بازیگری از دوره پیش از خود با افزایش مشارکت مواجه بوده است. در دوره «عدالت محوری» مجموع حضور زنان در عرصه‌های گوناگون تولید فیلم در مقایسه با دوره قبل و در مقایسه با کل فیلم‌های تولیدشده، با کاهش مواجه بوده است. همچنین در این دوره، شاهد کاهش معنادار حضور زنان در سه عرصه موسیقی، بازیگری و صدا در مقایسه با دو دوره قبل هستیم، اما در دو عرصه نویسندگی و کارگردانی، حضور زنان از دوره قبل اندکی افزایش یافته است.

### تا دهه ۳۰
برخی از مورخان تاریخ سینمای ایران بر این باورند که نقش آفرینی آسیا قسطانیان در فیلم حاجی آقا آکتور سینما ساخته اوانس اوگانیانس که در ۱۱ بهمن سال ۱۳۱۲ در تهران اکران شد، نخستین حضور زن در سینمای ایران است. روح‌انگیز سامی نژاد با بازی در اولین فیلم ناطق تاریخ سینمای ایران به نام دختر لر، نخستین حضور رسمی زن در سینمای ایران را رقم زد. این فیلم در سال ۱۳۱۲ توسط اردشیر ایرانی و با همکاری عبدالحسین سپنتا در بمبئی ساخته شد و سامی نژاد، نقش گلنار را بازی کرد. سینمای ایران در این دوره علاوه بر وجود مخالفت‌هایی از سوی روحانیت با پدیده دیگری به نام سانسور هم مواجه شد. به استناد پژوهش‌ها، تغییر بخش کوتاهی از دیالوگ جعفر و گلنار، بازیگران فیلم دختر لر، نمونه‌ای از این وضعیت است.

### دهه ۴۰
سینمای ایران در دوره اشغال توسط متفقین و جانشینی محمدرضا پهلوی، فرصت چندانی برای عرض‌اندام پیدا نکرد. در عوض تئاتر موقتاً توانست جای سینما را بگیرد.

### دهه‌های ۳۰، ۴۰ و ۵۰
شهلا ریاحی بازیگر معتبر تئاتر، در سال ۱۳۳۴ با ساخت فیلم «مرجان»، اولین کارگردان زنِ سینمای ایران شد.
فخری خوروش بازیگر معتبر و حرفه‌ای، از سال ۱۳۳۹ تا ۱۳۵۶ در تئاترهای بسیاری به ایفای نقش پرداخت. یکی از تماشاگران نمایش‌های خوروش، فرخ غفاری بود که به‌تازگی تحصیلات سینمایی‌اش را در فرانسه به اتمام رسانده بود و برای ساختن فیلم‌های متفاوت در سینمای ایران به دنبال بازیگران مناسب می‌گشت. او در این جستجو، خوروش را انتخاب کرد و در فیلم «جنوب شهر» (۱۳۳۷) از بازی او استفاده کرد اما این فیلم توقیف شد و در سال ۱۳۴۲ با اعمال سانسور و با نام جدید رقابت در شهر به نمایش درآمد.
فیلم مستند «خانه سیاه است» به کارگردانی فروغ فرخزاد و تهیه کنندگی ابراهیم گلستان در پاییز ۱۳۴۱ در پی دیدار فروغ فرخزاد از آسایشگاه جذامیان بابا باغی تبریز ساخته شد. این فیلم که به سفارش جمعیت کمک به جذامیان در استودیو فیلم گلستان ساخته شد، جایزهٔ بهترین فیلم مستند همان سال را در فستیوال فیلم آلمان غربی از آن خود کرد.
این فیلم برای اولین بار در بهمن ۱۳۴۱ در کانون فیلم ایران با حضور ابراهیم گلستان و فروغ فرخزاد به نمایش درآمد.
در سال ۱۳۴۳، ابراهیم گلستان در استودیو گلستان، اولین بلند سینمایی خود، «خشت و آینه» را ساخت. این فیلم در ۲۲ دی ۱۳۴۴ در سینما رادیوسیتی تهران اکران شد و سه هفته در آن سینما بر روی پرده بود. در این فیلم، تاجی احمدی، صداپیشهٔ رادیو دوبلاژ، نقش اثرگذاری در کنار زکریا هاشمی بازی می‌کند.
در سال ۱۳۴۹، ثریا قاسمی بازیگر باسابقهٔ تئاتر و رادیو، با ایفای یکی از نقش‌های اصلی «آرامش در حضور دیگران»، نخستین فیلم بلند ناصر تقوایی براساس داستانی به همین نام از غلامحسین ساعدی، عرصه جدی سینما را آزموده و آنقدر قدرتمند ظاهر شد که پس از گذشت این همه سال با اولین فیلم بلندش به یاد آورده می‌شود. فیلم اول ناصر تقوایی علاوه بر این که در جریان سینمای تجاری ایران تجربهٔ نامتعارفی بود، تصویر بسیار متفاوتی از شخصیت زن به نمایش گذاشت. اهمیت این موضوع از آن روست که در فیلم‌های «قیصر» ساختهٔ مسعود کیمیایی و «گاو» ساختهٔ داریوش مهرجویی، زن نقش چندانی نداشت و شاید بتوان ثریا قاسمی را پس از تاجی احمدی در «خشت و آینه»، دومین زنی دانست که در نقشی تأثیرگذار، عمیق و ماندگار درخشید. این پس از نمایش محدودی که در جشن هنر شیراز (شهریور ۱۳۴۹) داشت، توقیف و بایگانی شد و پس از چهار سال سرانجام از ۲۲ فروردین ۱۳۵۲ در سینما کاپری تهران به نمایش درآمد و با استقبال منتقدان مواجه شد. با این همه قاسمی پس از حضور در فیلم تقوایی، برخلاف مادرش نادره، در فیلم‌های دیگری بازی نکرد و ترجیح داد فعالیت اصلی‌اش را در رادیو و تئاتر متمرکز کند.
در سال ۱۳۴۹، هژیر داریوش فیلم بلند «بی‌تا» را با فیلم‌نامه‌ای از «گلی ترقی» با بازی گوگوش ستارهٔ محبوب موسیقی پاپ ایران، و صداپیشگی زهره شکوفنده ساخت که در سال ۱۳۵۱ اکران شد و با استقبال بسیار تماشاگران روبرو شد و گوگوش، برای بازی در این فیلم، برندهٔ جایزهٔ بهترین بازیگر نقش اول زن از پنجمین جشنوارهٔ سینمایی سپاس شد.
شهلا ریاحی در فیلم «درشکه‌چی» به کارگردانی و نویسندگی نصرت کریمی، در نقش زینت‌سادات -با صداپیشگی سیمین سرکوب- حضور یافت که اثر فکرشده و قابل تعمق سال ۱۳۵۰ سینمای ایران بود و ساختار محکمی داشت.
آذر شیوا در سال ۱۳۵۰ و در اوج شهرت به دلیل اعتراض به وضع سینمای آن روز ایران، با هنرپیشگی خداحافظی کرد و برای اعتراض به در سایه قرار گرفتنش در چنین شرایطی، مدتی مقابل دانشگاه تهران به فروختن آدامس پرداخت. برخی دلیل اعتراض وی را فساد و ابتذال حاکم در سینمای آن دوران می‌دانند. وی در این اقدام به در خواست هواداران بسیارش که دور او جمع شده بودند بسته‌های آدامس را امضا می‌کرد و به آنها می‌داد.

سینمای ایران تا اوایل دهه ۵۰ در حالی تماشاچی داشت که نمایش برهنگی و عرفی کردن روابط جنسی زن و مرد بارها مورد انتقاد قرار می‌گرفت. ماهنامه فیلم و هنر در سال ۱۳۵۲ در انتقاد از نمایش برهنگی در سینما نوشت: 
«تا سه چهار سال پیش تهران چنین نبود، در خیابان‌های تهران تصاویر استریپ نیز به چشم نمی‌خورد. پلاکاردها تا اندازه‌ای معین و مقرر اجازه برهنه‌گرایی داشتند، اما اکنون گویی دوربین‌های فیلمبرداری فقط توانایی به تصویر درآوردن صحنه‌های سکسی را دارا هستند.»
شاخص‌ترین کارگردانی که در دوران پیش از انقلاب، به زنان از نگرشی دیگر می‌پردازد، بهرام بیضایی است که با سه فیلم «رگبار»، «غریبه و مه» و «کلاغ»، تصاویر متفاوتی از زن، با بازی پروانه معصومی و صداپیشگی ژاله کاظمی، را نشان می‌دهد. در «رگبار» زن متعلق به لایه‌های زیرین و فرودست جامعه است که در اوضاع دشوار خانواده اش را سرپرستی می‌کند. در «غریبه و مِه» زن از جهان اسطوره‌ها برخاسته و هویتی نمادین می‌یابد و در فیلم «کلاغ»، زن در جهان معاصر و مدرن، سعی در یافتن هویت خود در گذشته تاریخی‌اش دارد.
مهری ودادیان در سال ۱۳۴۷ دومین فیلم خود، «شوهر آهو خانم» ساختهٔ داوود ملاپور بر اساس زمانی به همین نام نوشتهٔ علی‌محمد افغانی، در نقش اصلی -با صداپیشگی بدری نوراللهی- به ایفای نقش پرداخت اما پس از آن در نقش فرعی و عمدتاً تیپ مادر سنتی حضور داشت.
فخری خوروش، بازیگر خوش‌نام و باسابقه تئاتر وزارت فرهنگ و هنر، از اواخرِ دههٔ ۱۳۴۰ بارِ دیگر به سینما بازگشت و در برخی از مهم‌ترین فیلم‌های موج نوی سینمای ایران به ایفای نقش پرداخت؛ از جمله «آقای هالو» (داریوش مهرجویی)، «نفرین» (ناصر تقوایی)، «شازده احتجاب» (بهمن فرمان‌آرا) -همگی با صداپیشگی نیکو خردمند-، «شطرنج باد» (محمدرضا اصلانی) -با صدای خود- و «سوته‌دلان» (علی حاتمی) -با صداپیشگی زهره شکوفنده-. او یکی از معدود بازیگران زنی بود که پس از انقلاب ۱۳۵۷ نیز به فعالیت خود در ایران ادامه داد.
نوری کسرائی در سال ۱۳۴۹ با فیلم «پنجره» ساختهٔ جلال مقدم به سینما معرفی شد. او در یکی از مصاحبه‌هایش گفته بود: «تمام سعی من این است که در فیلم‌های مبتذل تجارتی بازی نکنم و شکل تازه‌ای به کار بدهم…» کارنامهٔ بازیگری او تا حدی گواه این مدعاست؛ او در فیلم‌های نسبتاً متفاوت و غیر کلیشه‌ای بازی کرده است که برخی از آن‌ها جزو مهم‌ترین فیلم‌های موج نوی سینمای ایران به‌شمار می‌آیند؛ از جمله «تنگنا» (۱۳۵۲) و «تنگسیر» (۱۳۵۲) از ساخته‌های امیر نادری، «مسلخ» (۱۳۵۳) ساختهٔ هادی صابر، «شازده احتجاب» (۱۳۵۳) ساختهٔ بهمن فرمان‌آرا و «شام آخر» (۱۳۵۵) ساختهٔ شهیار قنبری. او در فیلم «شازده احتجاب» که برپایهٔ رمانی به همین نام نوشتهٔ هوشنگ گلشیری ساخته شده، ایفاگر نقش فخرالنساء -با صداپیشگی مهین کسمایی- بوده است.
عمدهٔ حضور سینمایی زری خوشکام به دو سال آغازین فعالیتش در سینمای ایران در سال‌های ۱۳۵۰ و ۱۳۵۱ بازمی‌گردد. در این سال‌ها او گرچه در فیلم‌های هنری متفاوت و موسوم به موج نوی سینمای ایران نظیر «آدمک» ساختهٔ خسرو هریتاش و «تپلی» ساختهٔ رضا میرلوحی بر پایهٔ «موش‌ها و آدم‌ها» نوشتهٔ جان استاین‌بک، ایفای نقش کرد؛ اما با توجه به جو حاکم بر سینمای ایران، معرف شخصیت‌هایی بی‌پروا و اغواگر بود. کاراکتر سینمایی او پس از ازدواج با علی حاتمی دگرگون و از آن پس حضور او در سینما کمرنگ و محدود به آثار همسرش نظیر فیلم «خواستگار» و مجموعه‌های تلویزیونی «سلطان صاحبقران» و «هزاردستان» (با نام زهرا حاتمی) شد. پس از انقلاب ۱۳۵۷ او ۳۰ سال ممنوع‌کار شد.
«هشتمین روز هفته» تنها فیلم حسین رجاییان است که آن را پس از مراجعت به ایران در سال ۱۳۵۲ ساخت. او در زمان اقامتش در ایالت کالیفرنیا در شهر لوس آنجلس با فرزانه تأییدی که در مدت اقامت ۵ ساله‌اش در آمریکا در کلاس‌های شبانه کالج‌های معتبر کالیفرنیا (کارگاه تئاتر) شرکت می‌کرد، آشنا شد. او فرزانه را برای ایفای نقش اول فیلم خود به ایران دعوت کرد. فرزانه تأییدی برای اولین بار حضور در سینمای ایران را با «هشتمین روز هفته» -با صداپیشگی ژاله کاظمی- تجربه کرد و به خاطر بازی در این فیلم جایزهٔ سپاس بهترین بازیگر زن در سال ۱۳۵۲ را از آن خود کرد. وی از بازیگران سرشناس و محبوب سینما و تئاتر پیش از انقلاب ۵۷ بود، اما از اوائل دهه ۶۰ دیگر اجازهٔ فعالیت پیدا نکرد و از ادارهٔ برنامه‌های تئاتر وزارت فرهنگ و هنر نیز که در استخدام رسمی آن بود، بدون ذکر دلیل اخراج شد.
فروزان نزدیک به ۱۵ سال در سینمای حرفه‌ای فعالیت کرد که عمدتاً به نقش‌آفرینی در سینمای تجاری محدود بود. وی از ستارگان مشهور آثار موسوم به «فیلمفارسی» بود که حضورش در این‌گونه فیلم‌ها تضمینی برای موفقیت مالی فیلم ارزیابی می‌شد. با این حال، در کارنامهٔ فروزان چند فیلم متفاوت از بقیه نیز به چشم می‌خورد که حاصل همکاری او با او کارگردانان صاحب‌نامی مانند علی حاتمی، فریدون گله و شاپور قریب است.
فیلم «دایرهٔ مینا» (۱۳۵۳) به کارگردانی داریوش مهرجویی بر اساس داستان «آشغالدونی» نوشتهٔ غلامحسین ساعدی، تنها فیلم فروزان در سینمای موسوم به موج نو است که پس از سه سال توقیف، در سال ۱۳۵۶ پروانهٔ نمایش گرفت.
حضور فروزان -با صداپیشگی ژاله کاظمی- چه از نظر منتقدان که انتظار نداشتند بازیگری از سینمای تجاری و موسوم به فیلمفارسی در فیلم روشن‌فکرانه‌ای از مهرجویی بازی کند، و چه از نظر عموم مردم جالب و خبرساز بود. در مجلهٔ اطلاعات هفتگی، شمارهٔ ۱۶۶، آذر ۱۳۵۲ نوشته: «چند روز قبل، عده‌ای از هنرمندان وزارت فرهنگ و هنر و تلویزیون ملی ایران برای تهیهٔ صحنه‌هایی از فیلم «دایرهٔ مینا» به مشهد آمده بودند. از جمله این هنرمندان، عزت‌الله انتظامی هنرپیشهٔ ارزندهٔ سینما و تئاتر بود. انتظامی را در سالن هتل یافتم و با او به گفتگویی کوتاه نشستم. از انتظامی دربارهٔ انتخاب فروزان، ستارهٔ مشهور سینما برای ایفای نقش در دایرهٔ مینا پرسش کردم و او گفت: «ما هنرپیشگان خوبی در سینما داریم. اما متأسفانه آنگونه که می‌بایست از آن‌ها بهره‌برداری نکردیم. فروزان برخلاف کاراکترهای قبلی‌اش که مجبور بود تجارتی بازی کند در حال حاضر و در این مدت کوتاه همکاری با ما ثابت کرده است که خیلی بهتر و راحت‌تر در قالب شخصیت‌های مختلف ظاهر می‌شود.» انتظامی همچنین دراینباره می‌گوید: «وقتی در مشهد برای فیلم‌برداری می‌رفتیم، به خاطر حضور فروزان، غلغله می‌شد. به‌نحوی که ناگزیر بودند پس از فیلمبرداری او را با ماشین اسکورت کنند و به اقامتگاهش برسانند. می‌گفتند مهرجویی به این دلیل او را انتخاب کرده که فروش فیلم تضمین شود. در حالی که واقعیت چیز دیگری بود.» مهرجویی نیز در گفت‌گو با ایرج صابری دراین‌باره گفته است:
- شرکت دادن فروزان در این فیلم برای خیلی‌ها شگفت‌انگیز بود. چرا او را انتخاب کردید؟
مهرجویی: «به زهرا خوب می‌خورد. به‌علاوه فروزان هنرپیشهٔ خوبی است. با دیسیپلین و حرفه‌ای است؛ و اگر جای درست خودش بنشیند بهتر هم خواهد شد.»
- فکر نمی‌کنید که او خوشگلتر از زهرای کتاب است؟
مهرجویی: «چرا، قبول می‌کنم. علی هم همین‌طور.»
شهره آغداشلو پیش از انقلاب ۱۳۵۷، تنها در سه فیلم مطرح سال ۱۳۵۶، «شطرنج باد» و «گزارش» -با صدای خود- و «سوته‌دلان» -با صداپیشگی نجمی فروهی- بازی کرد و با سه کارگردان بزرگ سینمای ایران، محمدرضا اصلانی، عباس کیارستمی و علی حاتمی و همکاری داشت.
در سال ۱۳۵۶، فیلم «بن‌بست» به کارگردانی پرویز صیاد بر اساس داستان کوتاهی از آنتوان چخوف به نام «نقل از دفتر خاطرات یک دوشیزه» ساخته شد. مری آپیک به خاطر بازی در این فیلم، از دهمین جشنواره بین‌المللی فیلم مسکو برندهٔ جایزهٔ بهترین بازیگر زن شد. صداپیشگی زهره شکوفنده در این فیلم نقش مهمی در جلوه کردن بازی مری آپیک داشت و گویندگی او را در چشمگیر بودن این نقش نمی‌توان نادیده گرفت.
کبری امین سعیدی با نام هُنری شهرزاد، یکی از نخستین فیلمسازان زن در سینمای ایران است. وی که در آغاز نقش‌های کوچکی (بیشتر نقش زنان رقاصه یا بدکاره) در سینما برعهده می‌گرفت، کم‌کم نقش‌های نسبتاً تأثیرگذاری در فیلم‌هایی مانند «صبح روز چهارم»، که در جشنواره سپاس برندهٔ جایزهٔ بازیگر نقش دوم زن شد، و «تنگنا» بازی کرد. شهرزاد حدود سال ۱۳۵۲ در اعتراض به فضای حاکم در فیلم‌فارسی از بازیگری کناره‌گیری کرد و به عضویت گروه سینمای آزاد درآمد و به ساختن فیلم کوتاه پرداخت. در همین زمان شعرهایش را چاپ می‌کرد و داستان‌های کوتاهش در نشریاتی چون روزنامه آیندگان و کتاب جمعه منتشر می‌شد.
شهرزاد در سال ۱۳۵۶ نخستین و آخرین فیلم بلند خود به نام «مریم و مانی» را با بازی و سرمایه‌گذاری پوری بنایی -با صداپیشگی رفعت هاشم‌پور- ساخت. این فیلم از معدود فیلم‌های سینمای ایران پیش از انقلاب است که قهرمان داستان، نویسنده، و کارگردان آن زن هستند. اما فیلم در آن سال توقیف و در سال ۱۳۵۹ موفق به اکران محدود شد.
اواخر دههٔ ۵۰ همزمان با وقوع انقلاب اسلامی، موج اعتراض‌ها به سینمای «مبتذل» با آتش‌سوزی ۲۵ سالن سینما بالا گرفت.

### دهه ۷۰
در سینمای دفاع مقدس نقش زن آن طوری که باید دیده نشده است. زنان در بیشتر اوقات فقط به عنوان همسر قهرمان و یک نقش فرعی حضور دارند. فیلم «شب‌بخیر فرمانده» به کارگردانی انسیه شاه‌حسینی یا «زیباتر از زندگی» یا فیلم «نجات‌یافتگان» ساخته رسول صدرعاملی آثاری هستند که زنان در آنها نقش اصلی دارند.

### دهه ۹۰
نگاه به زن‌ها در سینما از آن حالت سنتی که همیشه فقط مادر و همسر است و نقش کاملاً حاشیه‌ای در درام دارد و اصلاً فیلم بر شخصیت او متمرکز نیست، به آرامی خارج می‌شود. این نگاه به سمتی می‌رود که شخصیت زن به یکی از کارکترهای اصلی فیلم تبدیل می‌شود.

## شخصیت‌ها
در تاریخ سینمای ایران شخصیت‌های زن زیادی ماندگار شده‌اند. شخصیت نائی در فیلم باشو غریبه کوچک ساخته بهرام بیضایی به خاطر مرکزیت دادن به یک شخصیت زن و ترکیبِ واقع‌گراییِ روان‌شناختی با سوررئالیسمِ آئینی به بازخوانی روابط قدرت در نظام سلسله مراتب جنسیتی و قومی می‌پردازد. کارکتر گلرخ کمالی در فیلم دیگری از بیضایی یعنی سگ‌کشی نیز از دیگر شخصیت‌های ماندگار سینمای ایران است.
شخصیت «ریحان» در «کافه ترانزیت» با بازی فرشته صدرعرفایی ساخته «کامبوزیا پرتوی»، «دو زن» ساخته تهمینه میلانی و «سارا» داریوش مهرجویی با بازی نیکی کریمی، «آفاق» و «نرگس» در نرگس که در سال ۱۳۷۰ اکران شد، «مریم قندی» در سفر به چزابه (۱۳۷۴) با بازی عاطفه رضوی در نقش یک امدادگر زن در جبه‌های جنگ ایران و عراق، کاراکتر «محبوبه» در روبان قرمز ساخته حاتمی‌کیا با بازی آزیتا حاجیان، «درنا» در آدم‌برفی (۱۳۷۶) ساخته داوود میرباقری از دیگر شخصیت‌های شناخته شده در سینمای ایران هستند.
شخصیت «رؤیا» در کاغذ بی‌خط (۱۳۸۰) ساخته ناصر تقوایی تصویر جدیدی از زن به نمایش گذاشت شد. «ترانه» در من ترانه پانزده سال دارم (۱۳۸۱) که سیمرغ بلورین بهترین فیلم را نصیب رسول صدرعاملی کرد، روی فیلمنامه‌ای از کامبوزیا پرتوی ساخته شد. از نمونه‌های مشابه تصویر چنین زنانی می‌توان به دختری با کفش‌های کتانی، ساخته دیگر رسول صدرعاملی و شخصیت «ستاره» با بازی گلشیفته فراهانی در فیلم دیوار اشاره کرد.
«گیلانه» (۱۳۸۳) ساخته رخشان بنی اعتماد تصویر مادرانی را به نمایش گذاشت که باید با تبعات جنگ دست و پنجه نرم کنند. لهجه گیلکی و بازی فاطمه معتمدآریا از نکات به یاد ماندنی این فیلم است. کاراکتر «الفت» در فیلم شیار ۱۴۳ با بازی مریلا زارعی نمونه دیگری از این مادرهای سینمایی ست. حضور مادرهای تنها، به سینمای دفاع مقدس محدود نیست. گلشیفته فراهانی در میم مثل مادر ملاقلی‌پور و شخصیت «عفت خانم» در مهمان مامان هم مادرهایی هستند که باید دست تنها گلیم زندگی‌شان را از آب بکشند. شخصیت «سمیه» در ابد و یک روز (۱۳۹۴) با بازی پریناز ایزدیار از جمله کارکترهای ماندگار اواخر دهه ۹۰ است.

## زنان سرشناس

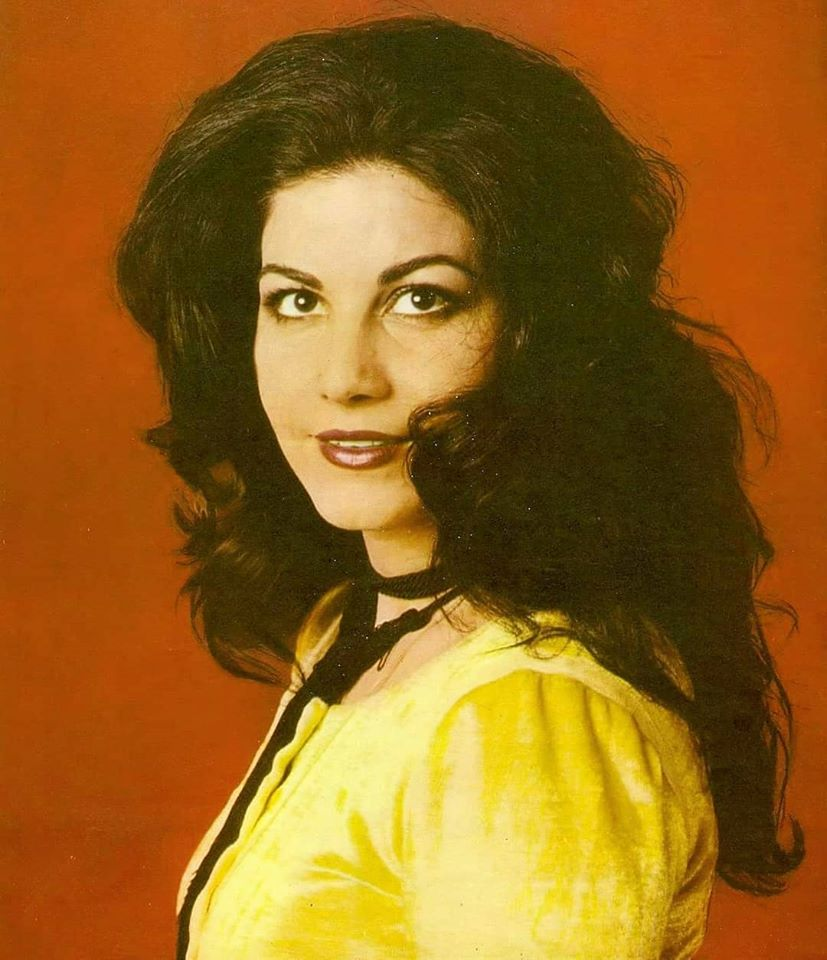
پوری بنایی هنرپیشه تئاتر، سینما و تلویزیون

### بازیگران

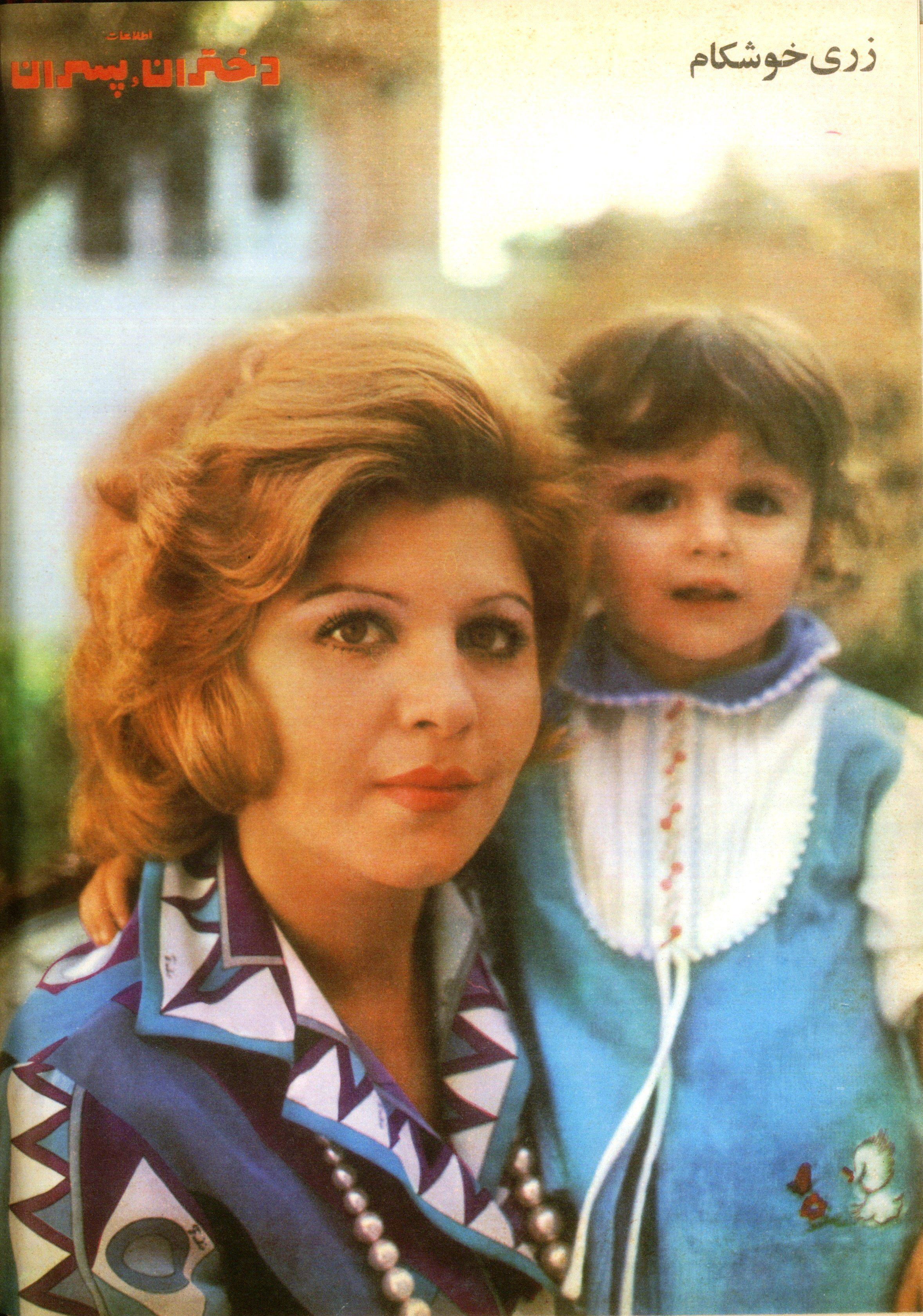
زری خوشکام و لیلا حاتمی در شماره ۸۸۶ مجلهٔ دختران و پسران، ۱۳۵۴

اوایل دهه ۶۰، با حذف تمام گروه‌های رقیب و یکدست شدن حاکمیت سینما نیز دوران تازه‌ای را سپری کرد محمد بهشتی، از طراحان این سینمای تازه که مدیریت نهاد تازه‌تأسیسی به نام بنیاد سینمایی فارابی را در آن زمان برعهده داشت پیرامون حذف بازیگران پیش از انقلاب چنین گفته بود:
«این جماعت توبه کردند و ما هم پذیرفتیم که در ایران بمانند و کار کنند. اما بعد دیدیم مگر می‌شود مخاطب سینما تک‌تک فیلم‌های قبلی را از یاد ببرد؟ به همین خاطر مجبور شدیم تمام مصادیق سینمای قبل از انقلاب را پاک کنیم و درنهایت تصمیم این شد که این افراد کار نکنند.»
حاصل این اتفاقات، حذف تقریباً تمام بازیگران زن مهم سینمای قبل از انقلاب، به جز چهره‌هایی چون پروانه معصومی، شهلا ریاحی، حمیده خیرآبادی، مهین شهابی، فخری خوروش و جمیله شیخی بود. برخی از سرشناس‌ترین بازیگران زن پیش از انقلاب عبارتند از:
- فروزان، ستاره بی‌بدیل سینمای پیش از انقلاب که نامش تضمین‌گر فروش فیلم‌ها بود، با حضور در تعدادی از شاخص‌ترین آثار چون قلندر، باباشمل، دشنه و دایره مینا، به دادگاه انقلاب احضار و با شرط بخشش اموال و نداشتن هیچ‌گونه فعالیت هنری و اجتماعی، اجازه زندگی گرفت. او سال ۱۳۹۴ در ۷۸ سالگی در انزوا درگذشت.
- نوری کسرایی، بازیگر تعدادی از آثار موج نو سینمای ایران از جمله پنجره، تنگسیر، و شازده‌احتجاب، دی ماه سال ۱۳۹۸ در ۶۸ سالگی در انزوای کامل، به طوری که پیکرش دو روز بعد از مرگ در خانه‌اش یافت شد، درگذشت.
- پوری بنایی، از بازیگران مهم پیش از انقلاب و نقش‌آفرین آثاری چون قیصر، کوچه مردها، غزل، و میراث، بعد از انقلاب به دادگاه انقلاب احضار و از فعالیت هنری محروم شد.
- ایرن، بازیگر توانا و بی‌پروای سینمای قبل از انقلاب که در فیلم‌هایی چون بلوچ، موسرخه، برهنه تا ظهر با سرعت، و شام آخر بازی کرده بود، در چند سال ابتدایی انقلاب بازیگر چند نقش حاشیه‌ای در خط قرمز، جایزه و هزاردستان شد، اما همه فصول بازی‌هایش در این آثار هنگام نمایش حذف شد. او سال ۱۳۹۱ در ۸۵ سالگی درگذشت.
- فرزانه تأییدی یکی از مهم‌ترین استعدادهای بازیگری زن سینما، تئاتر و تلویزیون ایران بود که باوجود حضورش در آثار جدی سینما و تئاتر پیش از انقلاب، از نظر مدیران انقلاب اسلامی اجازه فعالیت پیدا نکرد و با تشکیل پرونده‌های قضایی و امنیتی عملاً به خارج از کشور رانده شد.[۲۴] او در کتاب «گریز ناگزیر» و در گفت‌وگو با ناصر مهاجر چنین گفته است: «به‌مرور، از درون تحلیل می‌رفتم. درون و روحم خورده می‌شد. رفته‌رفته همه‌چیز را از ما گرفته بودند و ما را به جایی رسانده بودند که بشکنیم و تسلیم شویم یا همه‌چیز را رها کنیم و از زندگی در مملکت‌مان بگذریم. اول حقوق مرا، کارمند رسمی وزارت فرهنگ و هنر را، قطع کردند. بعد کوشیدند که مرا به همکاری بکشانند. موفق نشدند و اذیت و آزارها شدت گرفت. بعد ممنوع‌التصویر شدم. تحقیرها و اذیت و آزارهایی که روزمره اتفاق می‌افتاد.»— فرزانه تأییدی در کتاب گریز ناگزیر

طوطی سلیمی، آرام، سپیده، شورانگیز طباطبایی، فرشته جنابی، روشنک صدر، لیلا فروهر و گوگوش از دیگر بازیگران زن سرشناس پیش از انقلاب بودند.
گوگوش خواننده و بازیگر سرشناس ایرانی است که از کودکی فعالیت هنری خود را شروع کرده است او در سن ۹ سالگی در دو فیلم گرجی عبادیا به نام بیم و امید و فرشته فراری بازی کرد. او در طول فعالیت بازیگری خود با هنرپیشگانی همچون بهروز وثوقی، پوری بنایی، حمیده خیرآبادی، جمشید مشایخی و.. همبازی شد. او برای فیلم بی تا هژیر داریوش جایزه سپاس بهترین بازیگر زن سال ۱۳۵۱ را دریافت کرد او در این فیلم با بازیگرانی همچون عزت‌الله انتظامی، اکبر زنجانپور و مهین شهابی به ایفای نقش پرداخت. بعد از همکاری گوگوش با پرویز صیاد و بهمن فرمان‌آرا در فیلم در امتداد شب داستان فیلمی بنام «همیشه شب» توسط بهمن فرمان‌آرا به گوگوش پیشنهاد داده شد در این فیلم قرار بود که داریوش اقبالی نقش مقابل گوگوش را بازی کند. داستان این فیلم دربارهٔ زندگی هنرمند خوش آواز پری زنگنه است که در یک حادثه رانندگی بینایی خود را از دست می‌دهد این فیلم به دلیل نزدیک شدن به زمان انقلاب هرگز ساخته نشد. گوگوش پس از این فعالیت بازیگری خود را ادامه نداد و در فیلمی بازی نکرد.

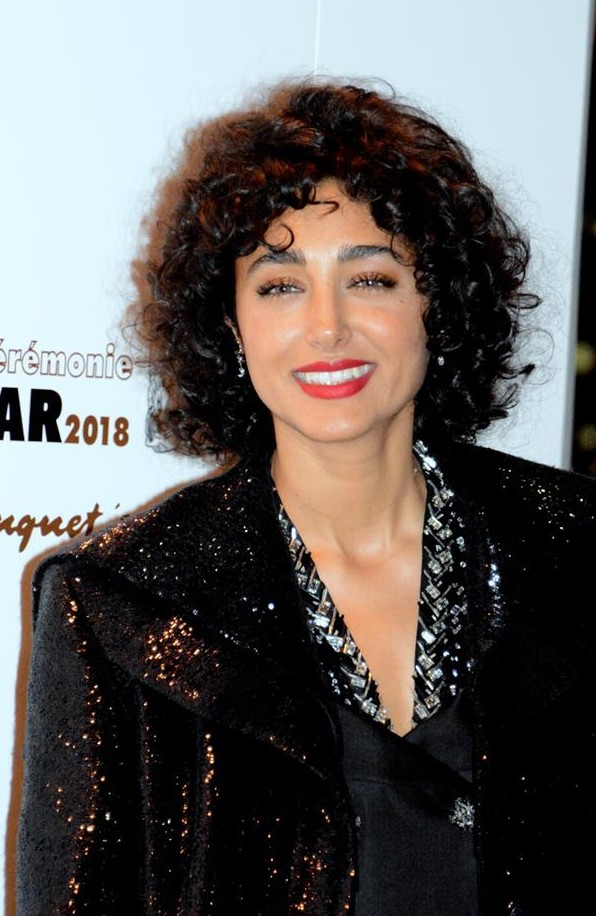
گلشیفته فراهانی
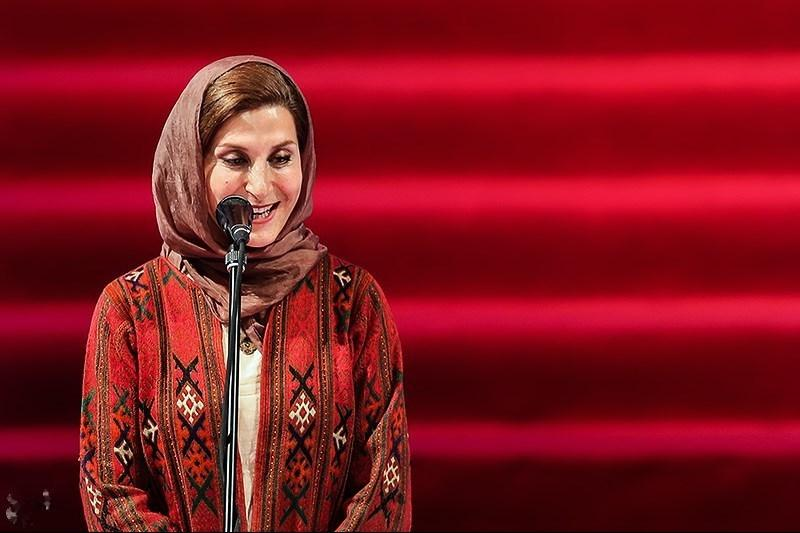
فاطمه معتمدآریا
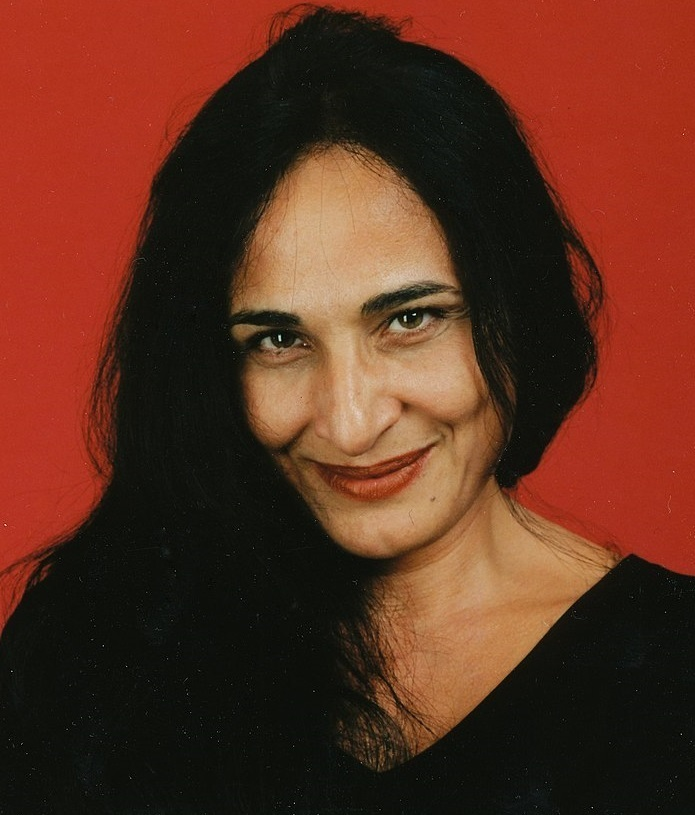
سوسن تسلیمی
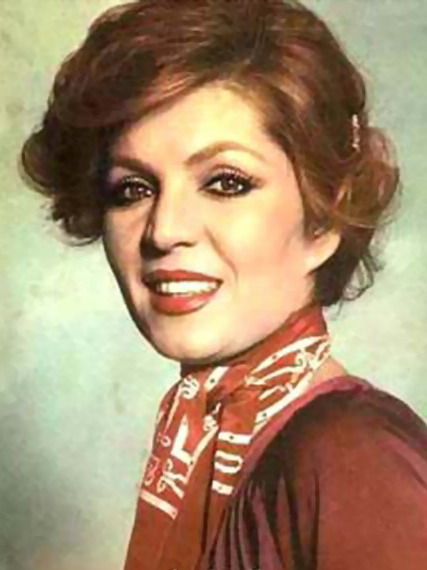
فروزان
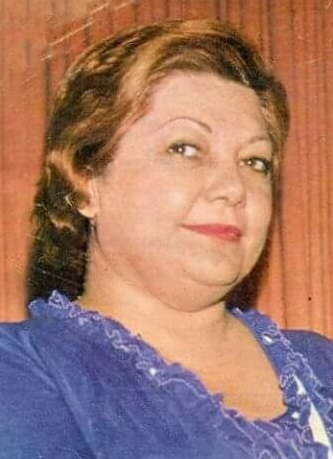
حمیده خیرآبادی

### کارگردان
در تاریخ ۹۰ ساله سینمای ایران، تعداد کارگردانان زن در سینمای حرفه‌ای و فیلم بلند داستانی، به‌سختی به ۴۰ نفر می‌رسد. به نقل از ایرنا از نظر کمی ایران بیشترین تعداد فیلمسازان زن را در دنیا دارد و در سال‌های اخیر زنان و دختران فیلمساز توانسته‌اند فیلم‌های مهم و اثرگذاری بسازند. قبل از انقلاب فقط سه زن بودند که نامشان به‌عنوان کارگردان در تاریخ سینمای ایران ثبت و ضبط شد. شهلا ریاحی نخستین زن کارگردان سینمای ایران است. ریاحی بعد از ۱۲ سال تجربه بازی در تئاتر و سینما، با کارگردانی فیلم مرجان نام خود را به عنوان نخستین کارگردان زن ایرانی در تاریخ هنر به ثبت رساند. دومین زنی که به کارگردانی روی آورد، مروا نبیلی بود که اولین اثرش «خاک بکر» نام داشت. کبری سعیدی که اسم مستعار شهرزاد را داشت در ابتدای فعالیت‌هایش بازیگر بود که بعد به فکر کارگردانی افتاد و یک فیلم بلند با عنوان «مریم و مانی» ساخت.
ساخت فیلم مستند خانه سیاه است دربارهٔ جذامیان توسط فروغ فرخزاد از تجربه‌های فیلمسازی زنان در ایران بود که نقطه عطفی در تاریخ سینما محسوب می‌شود. مرضیه برومند اولین کارگردان زن سینمای ایران در سینمای پس از انقلاب است. پوران درخشنده اولین کارگردان مطرح پس از انقلاب اسلامی است که با ساخت فیلم رابطه در سال ۶۵ مطرح شد و با فیلم پرنده کوچک خوشبختی در سال ۶۶ برنده اولین سیمرغ زنان برای بهترین فیلم از جشنواره فیلم فجر شد. رخشان بنی‌اعتماد با ساخت فیلم خارج از محدوده در سال ۶۶ مطرح شد و اولین سیمرغ کارگردانی زنان برای فیلم نرگس را در سال ۷۰ از آن خود کرد. تهمینه میلانی که از مهم‌ترین کارگردانان زن سینمای ایران است، اولین فیلم سینمایی خود به نام بچه‌های طلاق را سال ۶۸ ساخت. نرگس آبیار از موفق‌ترین و پرکارترین کارگردان زن سینمای ایران در دهه اخیر است. شیار ۱۴۳، نفس و شبی که ماه کامل شد از ساخته‌های مطرح وی می‌باشد. در سی و هفتمین جشنواره فیلم فجر نرگس آبیار با کارگردانی فیلم «شبی که ماه کامل شد» سیمرغ بلورین بهترین کارگردانی را از آن خود کرد. «شبی که ماه کامل شد» به کارگردانی نرگس آبیار، «خانه دیگری» به کارگردانی بهنوش صادقی، «تولدت مبارک» اثر سمیه زارعی نژاد، «نبات» به کارگردانی پگاه ارضی و «وکیل مدافع» ساخته مشترک سلما بابایی و ونداد دوشن، پنج فیلم دربارهٔ زنان اکران شده در سال ۱۳۹۸ بودند.
انسیه شاه‌حسینی فعال‌ترین کارگردان زن سینمای ایران در زمینه جنگ و دفاع مقدس، فریال بهزاد فعال در سینمای کودک و نوجوان، تینا پاکروان در نقش کارگردان و تهیه‌کننده، پریسا بخت‌آور، منیژه حکمت، نیکی کریمی از ستاره‌های سینمای ایران در دهه‌های ۷۰ و ۸۰، آزیتا موگویی، آیدا پناهنده، منیر قیدی، مونا زندی‌حقیقی، مرجان اشرفی‌زاده، یلدا جبلی، رقیه توکلی، نگار آذربایجانی، مریم دوستی، سلما بابایی، سهیلا گلستانی، مهشید افشارزاده، فائزه عزیزخانی، آناهید آباد، روح‌انگیز شمس، شهره لرستانی، مرضیه مشکینی و یاسمین ملک نصر، از جمله زنانی هستند که در سینمای بلند و داستانی، پشت دوربین قرارگرفتند و کارگردانی کردند.

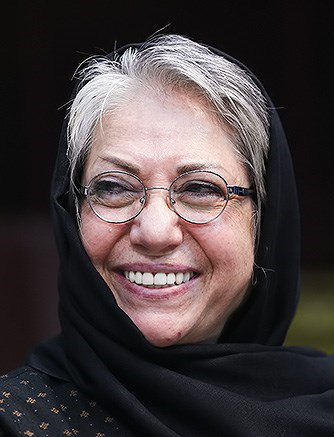
رخشان بنی‌اعتماد
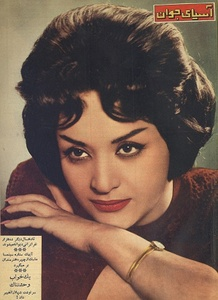
شهلا ریاحی
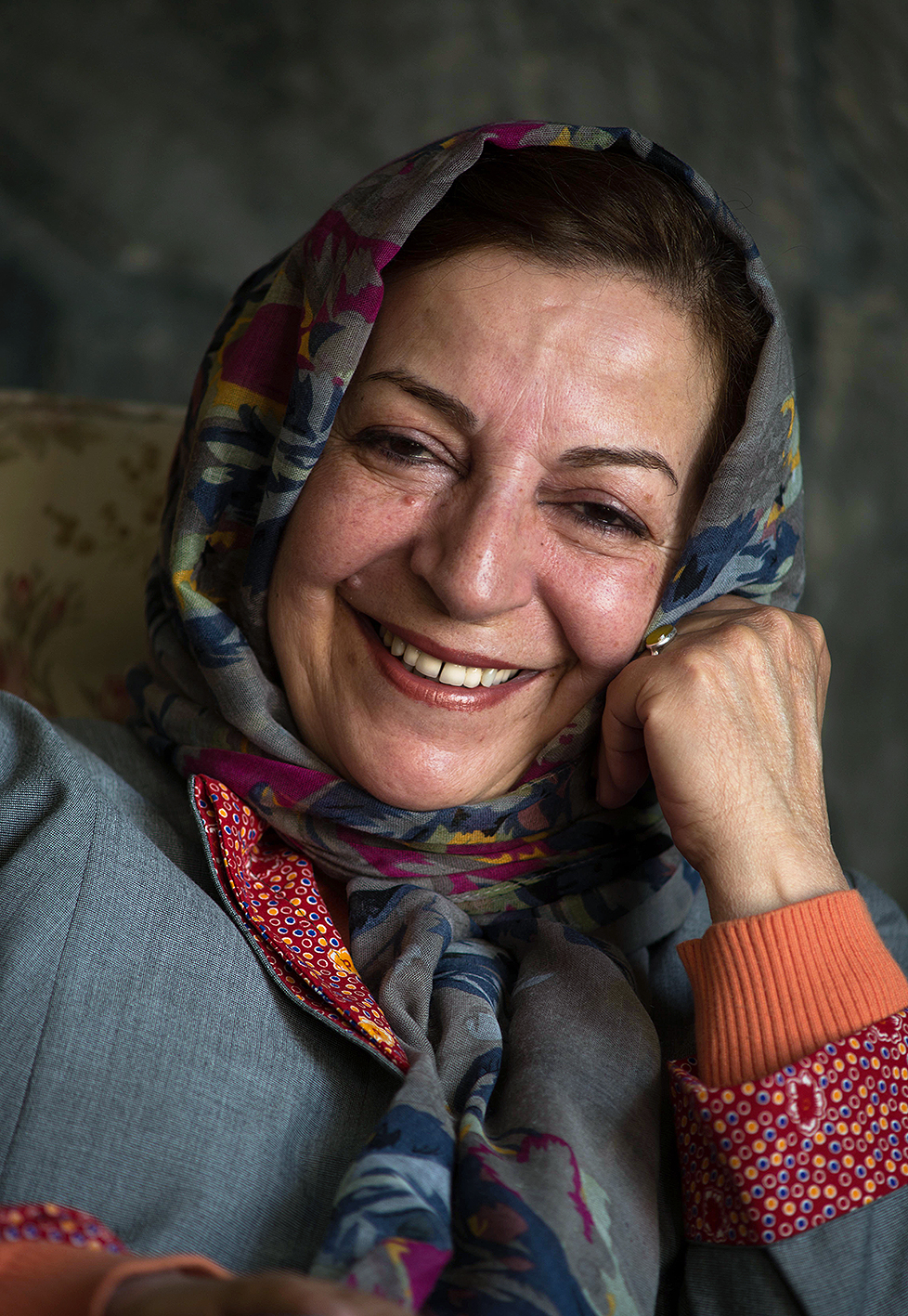
مرضیه برومند
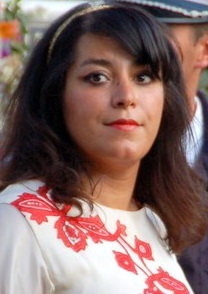
مرجان ساتراپی

کارگردانان زن ایران جوایز معتبری را از جشنواره‌های خارجی دریافت کرده‌اند که مهم‌ترین آن‌ها شیر نقره‌ای ونیز است که رخشان بنی‌اعتماد برای نوشتن فیلمنامه قصه‌ها دریافت کرد. دو جایزه هیئت داوران جشنواره کن (سمیرا مخملباف برای تخته سیاه و ۵ عصر) و جایزه «آینده نویدبخش» جشنواره کن (آیدا پناهنده برای ناهید) از دیگر جوایز مهم و معتبر سینمایی جهان هستند که کارگردانان زن سینمای ایران آن‌ها را به دست آورده‌اند.

## وضعیت
حضور زن در سینما تا حد زیادی متأثر از نوع نگاه جامعه به این قشر و باورهای مذهبی، هنجارها و تابوهای رایج، آداب و رسوم، اخلاقیات و آیین‌های اجتماعی است. تهیه و تدوین آیین‌نامه اجرایی اصول و سیاست‌های بهینه‌سازی حضور زن در سینما در سال ۱۳۸۷ توسط معاونت سینمایی وزارت فرهنگ و ارشاد اسلامی از اقداماتی است که بر حضور زنان بر پرده سینما تأثیر گذاشته است.
پایگاه «تاریخ‌نگاری سینمای ایران» به منظور ثبت اطلاعات جامع فیلم‌ها و سینماگران ایرانی اول اردیبهشت هزار و سیصد و نود و هفت با حضور سید عباس صالحی وزیر فرهنگ و ارشاد اسلامی، محمد مهدی حیدریان رئیس وقت سازمان سینمایی آغاز به کار کرد. پایگاه تاریخ‌نگاری سینمای ایران اقدام به قرار دادن پروفایلی از گوگوش و بهروز وثوقی در بخش انگلیسی کرد که واکنش‌های متعددی را دربرداشت که در نهایت به حذف نام این دو هنرمند از این سایت منجر شد.

### اعتراض به خشونت علیه زنان
در فروردین ۱۴۰۱ جمعی از سینماگران زنِ ایران از جمله نیکی کریمی، هدیه تهرانی، ترانه علیدوستی، سحر دولت‌شاهی، پری‌ناز ایزدیار، هانیه توسلی، تهمینه میلانی، ویشکا آسایش، نگار جواهریان و… اقدام به امضا و انتشار بیانیه‌ای با عنوان «بیانیه زنان دست‌اندرکار سینما در اعتراض به خشونت علیه زنان در این عرصه» کردند.

## جشنواره

### جشنواره فیلم پروین اعتصامی
این جشنواره به صورت سالانه از سال ۱۳۸۳ برگزار می‌شود و به زنان فیلم‌ساز که دارای فیلم بلند سینمایی هستند، جایزه اهدا می‌کند. جشنواره فیلم پروین اعتصامی ویژه فیلم‌هایی با موضوع زنان است به تلاش خانه زنان هنرمند ایران برگزار می‌شود. این رویداد سینمایی در قالب دو بخش اصلی مسابقه فیلم کوتاه و مسابقه فیلم بلند سینمایی و در قالب ۸ زیربخش است.